# 3858 Dorchester
3858 Dorchester è un asteroide areosecante. Scoperto nel 1986, presenta un'orbita caratterizzata da un semiasse maggiore pari a 2,1896312 UA e da un'eccentricità di 0,2425193, inclinata di 7,70628° rispetto all'eclittica.